# Maria Veronica Rossi
Maria Veronica Rossi (ur. 22 września 1988 w Ferentino) – włoska polityk, posłanka do Parlamentu Europejskiego IX kadencji.

## Życiorys
Po ukończeniu szkoły średniej zapisała się na studia psychologiczne. Przez jakiś czas nie pracowała zawodowo. Zaangażowała się w działalność polityczną w ramach środowiska Ligi Północnej. Objęła funkcję regionalnej koordynatorki do spraw młodzieży. W 2019 bez powodzenia kandydowała do Europarlamentu. Mandat posłanki do PE IX kadencji objęła jednak w kwietniu 2023. Dołączyła do frakcji Tożsamość i Demokracja. W 2024 przeszła do ugrupowania Bracia Włosi.